# Gironès

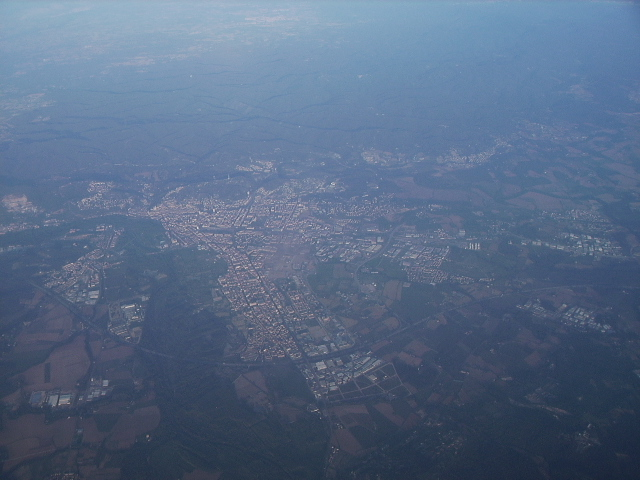
Utsikt över Girona i grevskapet Gironès.

Gironès är ett grevskap, comarca, i östra Katalonien i Spanien. Det gränsar till comarquerna Selva, Baix Empordà, Alt Empordà, Pla de l'Estany och Garrotxa. Huvudstaden heter Girona, som 2013 hade 97 292 invånare.

## Kommuner
Gironès är uppdelat i 27 kommuner, municipis.

- Aiguaviva
- Bescanó
- Bordils
- Campllong
- Caner d'Adri
- Cassà de la Selva
- Celrà
- Cervià de Ter
- Flaçà
- Fornells de la Selva
- Girona
- Juià
- Llagostera
- Llambilles
- Madremanya
- Quart
- Salt
- Sant Andreu Salou
- Sant Gregori
- Sant Joan de Mollet
- Sant Jordi Desvalls
- Sant Julià de Ramis
- Sant Martí Vell
- Sant Martí de Llémena
- Sarrià de Ter
- Vilablareix
- Viladasens